# Luis Guilherme
Luis Guilherme Lira dos Santos (ur. 9 lutego 2006 w Aracaju) – brazylijski piłkarz występujący na pozycji ofensywnego pomocnika lub skrzydłowego, od 2024 roku zawodnik West Ham United.